# José Rufino Zado Rodríguez
José Rufino Zado Rodríguez (1792-1871) fue uno de los más destacados oficiales argentinos en la lucha por la Independencia de Chile.

## Biografía
Rufino Zado nació en Salta en 1792. Cursó los primeros estudios en su ciudad natal pero al iniciarse el movimiento de emancipación viajó a Buenos Aires para incorporarse al Regimiento de Granaderos a Caballo que organizaba José de San Martín.

### Frente Oriental (1813-1814)
Concurrió con las tropas que al mando de José Matías Zapiola se destinaron al sitio de Montevideo hasta la rendición de la plaza el 23 de junio de 1814.
Tomó parte de la campaña contra José Gervasio Artigas ascendiendo a alférez en 1816, grado con el que se alistó en el campamento de El Plumerillo al Ejército de los Andes, al mando inmediato del entonces teniente Juan Lavalle.

### Independencia de Chile (1817-1818)

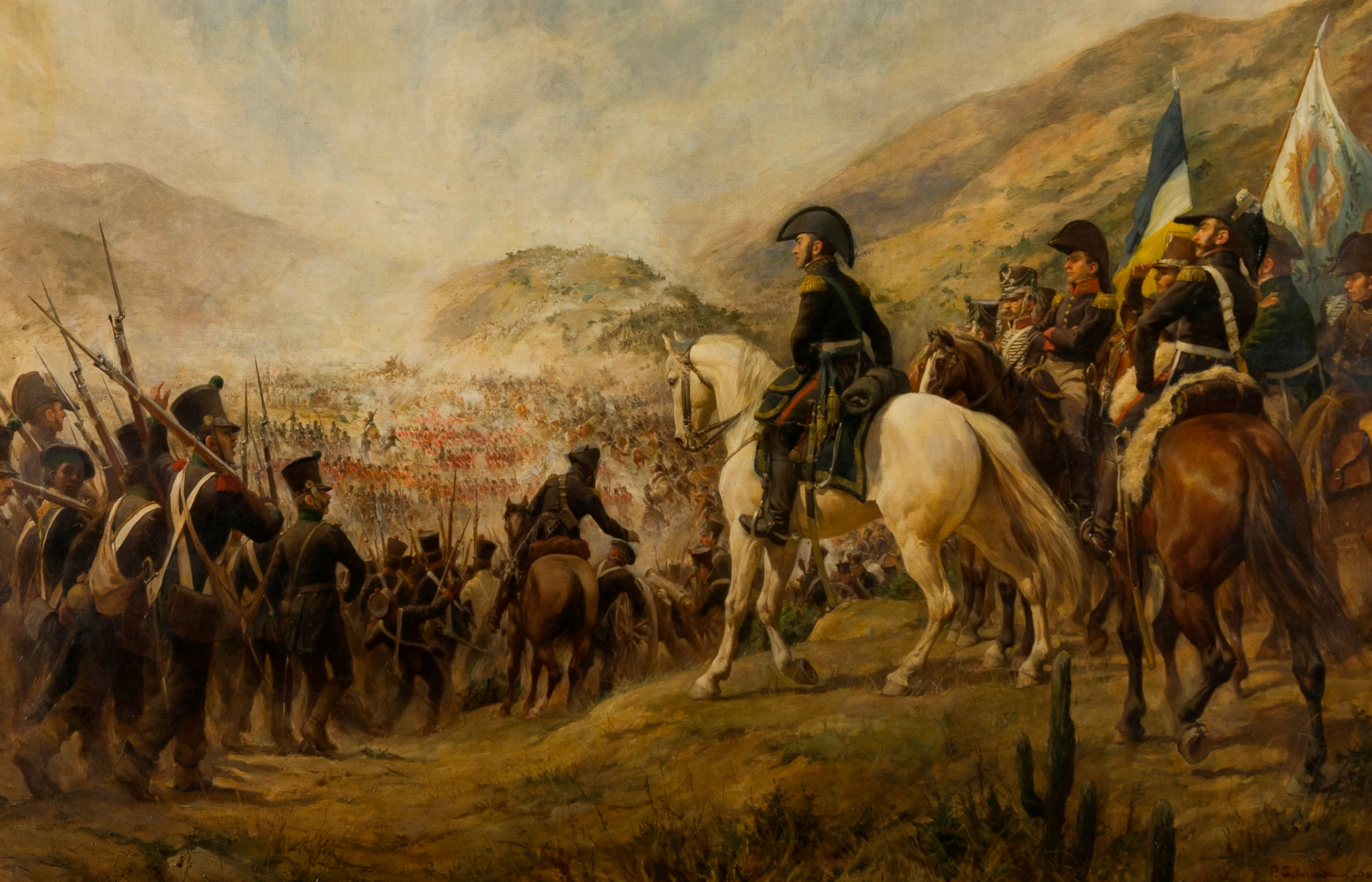
Batalla de Chacabuco.

El 12 de febrero de 1817 peleó en la batalla de Chacabuco y fue agregado luego con su compañía a la división del general Gregorio de Las Heras que marchó al sur del país, participando de los combates de Curapaligüe y Cerro Gavilán, del Combate del Paso de Carampangüe (27 de mayo) y la consiguiente toma de Arauco, y de la rendición de las fortalezas de Santa Juana de los Ángeles y Nacimiento.
Estuvo en los encuentros que se produjeron a comienzos de julio en los alrededores de Talcahuano y días después, el 8 de julio, combatió en la reconquista de Arauco, donde su actuación fue fundamental para alcanzar la victoria, al punto de ser especialmente citado en el parte del comandante Ramón Freire, datado en Arauco ese mismo día, donde recomienda al teniente Pedro Ramos y al alférez Zado porque habiendo sido herido el teniente José María Boile, tomaron el mando de la tropa y la condujeron con valor en una nueva carga, que dio la victoria a los patriotas.
El 27 de septiembre participó de la victoria patriota en el combate de Tubul. En el malogrado asalto de Talcahuano del 6 de diciembre de 1817, su caballo fue derribado por un casco de metralla. Luchó en la batalla de Cancha Rayada y el 5 de abril de 1818 en la Batalla de Maipú, donde la compañía mandada por Lavalle como capitán y él como teniente primero tomó prisionero al coronel Antonio Morgado, uno de los principales oficiales del ejército español.
Por su desempeño en 1818 fue propuesto por el general San Martín para el grado de teniente graduado, pero apenas concedido pidió y obtuvo la baja del servicio, enrolándose en el ejército de Chile.
Ascendido a teniente en el Regimiento de Granaderos a Caballo volvió al sur de Chile a las órdenes del general Antonio González Balcarce y participó de la campaña que terminó en el Combate de Talca (18 de abril de 1818), donde una bala mató al caballo que montaba y al caer sufrió la dislocación de la columna vertebral. Recogido por sus compañeros, por su heroísmo lo saludaron como coronel en el mismo campo de batalla.

### Invalidez (1819-1871)
Quedando por grave invalidez fuera del servicio activo, en 1840 durante el gobierno de Juan Manuel de Rosas se le dio de alta en la Plana Mayor Activa del Ejército en la Provincia de Buenos Aires. Nuevamente retirado, se radicó en el pueblo de San Fernando, en Chile, donde se desempeñó como alcalde y juez de paz y comandó el batallón de milicias cívicas del pueblo. Allí casó con Ana Josefa Munita. 
Volvió finalmente a Buenos Aires donde en 1857 se le reconoció el grado de coronel y revistó en el Cuerpo de Inválidos. En 1868 fue reconocido como "Guerrero de la Independencia". Falleció el 31 de enero de 1871 víctima de la terrible epidemia de fiebre amarilla que azotó la ciudad ese año.
Por Ordenanza del 28 de octubre de 1904, una calle del barrio de Villa Urquiza en la ciudad de Buenos Aires lleva su nombre.